# 红十三军军部旧址
红十三军军部旧址位于浙江省温州市永嘉县五尺乡五下村胡氏四房祠堂，是中国共产党在土地革命战争时期重要的历史遗迹之一。1930年5月9日至1932年秋，浙南红军游击队在此设立中国工农红军第十三军军部。旧址坐西朝东，占地1400平方米，五间两进、左右廊、悬山顶，为四合院木构建筑。现旧址左侧新建红十三军战史纪念馆，右侧山坪耸立中国工农红军第十三军纪念碑。
1989年12月12日列入浙江省文物保护单位，2013年5月列入第七批全国重点文物保护单位。